# Рајхертсхофен
Рајхертсхофен (њем. Reichertshofen) град је у њемачкој савезној држави Баварска. Једно је од 19 општинских средишта округа Пфафенхофен ан дер Илм. Према процјени из 2010. у граду је живјело 7.502 становника. Посједује регионалну шифру (AGS) 9186147.

## Географски и демографски подаци
Рајхертсхофен се налази у савезној држави Баварска у округу Пфафенхофен ан дер Илм. Град се налази на надморској висини од 381 метра. Површина општине износи 36,9 km². У самом граду је, према процјени из 2010. године, живјело 7.502 становника. Просјечна густина становништва износи 203 становника/km².

## Међународна сарадња
| Мјесто | Држава   | Врста сарадње | Од    |
| ------ | -------- | ------------- | ----- |
| Пакс   | Мађарска | партнерство   | 1989. |
| Извор  |          |               |       |